# فارياب أيسين (أيسين)
فارياب أيسين (بالفارسية: فاریاب ایسین) هي قرية تقع في إيران في قسم أيسين الريفي. يقدر عدد سكانها بـ 1,155 نسمة .